# Oleria burchelli
Oleria burchelli är en fjärilsart som beskrevs av Sanders 1904. Oleria burchelli ingår i släktet Oleria och familjen praktfjärilar. Inga underarter finns listade i Catalogue of Life.